# Ideal maximal
În matematică, mai exact în teoria inelelor⁠(d), un ideal maximal este un ideal care este maximal dintre toate idealele proprii. Cu alte cuvinte, I este un ideal maximal al unui inel R dacă nu există alte ideale conținute între I și R.
Idealele maximale sunt importante pentru că factorii inelelor din idealele maxime sunt inele simple, iar în particular inelele comutative cu unitate sunt și corpuri.
În teoria inelelor necomutative, un ideal maximal drept este definit în mod analog ca fiind un element maximal în mulțimea parțial ordonată⁠(d) a idealelor drepte proprii. Similar, un ideal maximal stâng este un element maximal al mulțimi parțial ordonate a idealelor proprii stângi. Deoarece un ideal maxim unilateral A nu este neapărat bilateral, câtul R/A nu este neapărat un inel, dar este un modul simplu peste R. Dacă R are un ideal maximal drept unic, atunci R este cunoscut ca fiind un inel local⁠(d), iar idealul maximal drept este același cu idealul maximal stâng și cu idealul maximal bilateral al inelului și este de fapt radicalul Jacobson⁠(d) J(R) al inelului.
Este posibil ca un inel să aibă un ideal maximal bilateral unic și totuși să nu aibă ideale maximale unice: de exemplu, în inelul matricilor pătrate 2 × 2 peste un corp, idealul nul este un ideal maximal bilateral, dar există multe ideale maximale drepte.

## Definiție
Există și alte moduri echivalente de exprimare a definiției idealelor maximale unilaterale și bilaterale. Fie un inel R și un ideal propriu I al lui R (adică I ≠ R), I este un ideal maximal al lui R dacă este îndeplinită oricare dintre următoarele condiții echivalente:
- Nu există un alt ideal propriu J al lui R, astfel încât I ⊊J.
- Pentru orice ideal J cu I ⊆ J, fie J = I, fie J = R.
- Inelul factor R/I este un inel simplu.

Există o listă analoagă pentru idealele unilaterale, pentru care vor fi date numai versiunile din dreapta. Pentru un ideal drept A al unui inel R, următoarele condiții sunt echivalente cu A fiind un ideal maximal drept al lui R:
- Nu există un alt ideal propriu B al lui R, astfel încât A ⊊B.
- Pentru orice ideal B cu A ⊆ B, fie B = A, fie B = R.
- Inelul factor R/A este un R-modul simplu drept.

Idealele maximale drepte/stângi/bilaterale sunt noțiunea duală a idealelor minimale.

## Exemple
- Dacă F este un corp, atunci singurul ideal maximal este {0}.
- În inelul numerelor întregi Z, idealele maximale sunt idealele principale generate de numerele prime.
- În general, toate idealele prime nenule sunt maximale într-un domeniu cu ideale principale⁠(d).
- Idealul {\displaystyle (2,x)} este un ideal maximal în inelul {\displaystyle \mathbb {Z} [x].} În general, idealele maximale ale lui {\displaystyle \mathbb {Z} [x]} sunt de forma {\displaystyle (p,f(x))} unde {\displaystyle p} este un număr prim și {\displaystyle f(x)} este un polinom în {\displaystyle \mathbb {Z} [x]} care este ireductibil modulo {\displaystyle p.}
- Orice ideal prim este un ideal maximal într-un inel boolean, adică un inel format din elemente idempotente. De fapt, orice ideal prim este maximal într-un inel comutativ {\displaystyle R} ori de câte ori există un întreg {\displaystyle n>1} astfel încât {\displaystyle x^{n}=x} pentru orice {\displaystyle x\in R.}
- Idealele maximale ale inelului de polinoame⁠(d) {\displaystyle \mathbb {C} [x]} sunt ideale principale generate de {\displaystyle x-c} pentru unele {\displaystyle c\in \mathbb {C} .}
- Mai general, idealele maximale ale inelului de polinoame K[x1, ..., xn ] peste un corp algebric închis K sunt idealele formei (x1 &minus ; a1, ..., xn − a< sub>n). Acest rezultat este cunoscut sub numele de teorema zerourilor a lui Hilbert⁠(d) slabă.

## Proprietăți
- Un ideal important al inelului, numit radicalul Jacobson⁠(d) poate fi definit folosind idealele maximale drepte (sau maximale stângi).
- Dacă R este un inel comutativ cu unitate cu un ideal m, atunci k = R/m este un corp dacă și numai dacă m este un ideal maximal. În acest caz, R/m este cunoscut drept corp de resturi. Acest fapt poate eșua pentru inele fără unitate. De exemplu, {\displaystyle 4\mathbb {Z} } este un ideal maximal în {\displaystyle 2\mathbb {Z} ,} dar {\displaystyle 2\mathbb {Z} /4\mathbb {Z} } nu este un corp.
- Dacă L este un ideal maximal stâng, atunci R/L este un R-modul simplu stâng. Reciproc, în inele cu unitate orice R-modul simplu stâng apare astfel. De altfel, acest lucru arată că o colecție de reprezentanți ai R-modulelor simple stângi este de fapt o mulțime, deoarece poate fi pusă în corespondență cu o parte a mulțimii idealelor maximale stângi ale lui R.
- Teorema lui Krull (1929): orice inel cu unitate nenul are un ideal maximal. Rezultatul este valabil și dacă „ideal” este înlocuit cu „ideal drept” sau „ideal stâng”. În general, este adevărat că orice modul finit generat⁠(d) nenul are un submodul maximal. Fie I un ideal care nu este R (respectiv A un ideal drept care nu este R). Atunci R/I este un inel cu unitate (respectiv, R/A este un modul finit generat), și astfel teoremele de mai sus pot fi aplicate câtului pentru a trage concluzia că există un ideal maximal (respectiv ideal maximal drept) al lui R care-l conține pe I (respectiv pe A).
- Teorema lui Krull poate eșua pentru inele fără unitate. Un inel radical, adică un inel în care radicalul Jacobson este întregul inel, nu are module simple, prin urmare nu are ideale maximale drepte sau stângi. A se vedea ideal regulat pentru posibilele modalități de a ocoli această problemă.
- Într-un inel comutativ cu unitate orice ideal maximal este un ideal prim. Reciproca nu este întotdeauna adevărată: de exemplu, în orice domeniu de integritate care nu este un corp, idealul nul este un ideal prim care nu este maximal. Inelele comutative în care idealele prime sunt maximale sunt cunoscute ca inele zero-dimensionale, unde dimensiunea utilizată este dimensiunea Krull.
- Un ideal maximal al unui inel necomutativ ar putea să nu fie prim în sens comutativ. De exemplu, fie {\displaystyle M_{n\times n}(\mathbb {Z} )} inelul tuturor matricilor {\displaystyle n\times n} peste {\displaystyle \mathbb {Z} .} Acest inel are un ideal maximal {\displaystyle M_{n\times n}(p\mathbb {Z} )} pentru orice {\displaystyle p} prim, dar acesta nu este un ideal prim deoarece (în cazul {\displaystyle n=2}){\displaystyle A={\text{diag}}(1,p)} și {\displaystyle B={\text{diag}}(p,1)} nu sunt în {\displaystyle M_{n\times n}(p\mathbb {Z} )}, ci {\displaystyle AB=pI_{2}\in M_{n\times n}(p\mathbb {Z} ).}